# Lightstreet
Lightstreet és una concentració de població designada pel cens dels Estats Units a l'estat de Pennsilvània. Segons el cens del 2000 tenia 881 habitants.

## Demografia
Segons el cens del 2000, Lightstreet tenia 881 habitants, 405 habitatges, i 255 famílies. La densitat de població era de 425,2 habitants/km².
Dels 405 habitatges en un 22,7% hi vivien nens de menys de 18 anys, en un 52,3% hi vivien parelles casades, en un 8,6% dones solteres, i en un 36,8% no eren unitats familiars. En el 33,6% dels habitatges hi vivien persones soles el 21% de les quals corresponia a persones de 65 anys o més que vivien soles. El nombre mitjà de persones vivint en cada habitatge era de 2,18 i el nombre mitjà de persones que vivien en cada família era de 2,76.
Per edats la població es repartia de la següent manera: un 20% tenia menys de 18 anys, un 6,2% entre 18 i 24, un 22% entre 25 i 44, un 25,9% de 45 a 60 i un 25,9% 65 anys o més.
L'edat mediana era de 46 anys. Per cada 100 dones de 18 o més anys hi havia 78,9 homes.
La renda mediana per habitatge era de 29.375 $ i la renda mediana per família de 50.208 $. Els homes tenien una renda mediana de 25.417 $ mentre que les dones 25.313 $. La renda per capita de la població era de 19.071 $. Cap de les famílies i el 6,1% de la població estaven per davall del llindar de pobresa.

## Poblacions més properes
El següent diagrama mostra les poblacions més properes.